# 沙特努瓦 (塞纳-马恩省)
沙特努瓦（法語：Châtenoy，法語發音：[ʃatnwa] ⓘ）是法国法蘭西島大區塞纳-马恩省的一个市镇，属于枫丹白露区。 

## 地理
沙特努瓦（48°14'0"N, 2°37'34"E）面积4.87 平方千米，位于法国法蘭西島大區塞纳-马恩省，该省份为法国北部内陆省份，北起瓦兹省，西接埃松省、马恩河谷省、塞纳-圣但尼省和瓦兹河谷省，南至卢瓦雷省，东南接约讷省，东临马恩省和奥布省，东北接埃纳省。
与沙特努瓦接壤的市镇（或旧市镇、城区）包括：舍夫兰维利耶、奥尔梅松、欧费维尔、法伊莱讷穆尔。

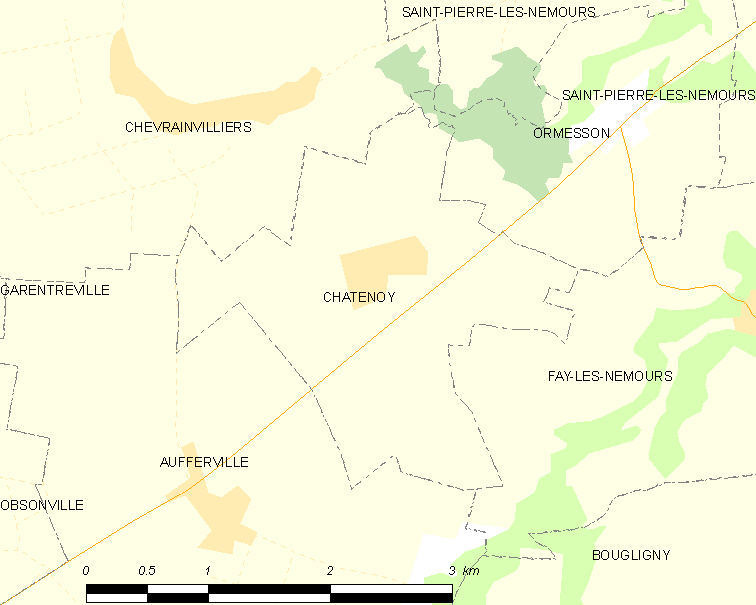
的OSM定位图

沙特努瓦的时区为UTC+01:00、UTC+02:00（夏令时）。

## 行政
沙特努瓦的邮政编码为77167，INSEE市镇编码为77102。

## 政治
沙特努瓦所属的省级选区为讷穆尔县。

## 人口

1962-2008年间人口变化图示

沙特努瓦于2022年1月1日时的人口数量为157人。